# カーティヤーワール半島

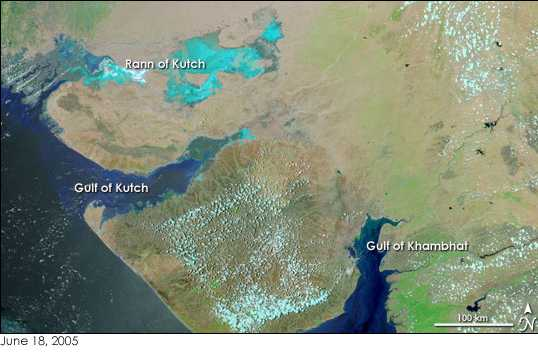
カーティヤーワール半島

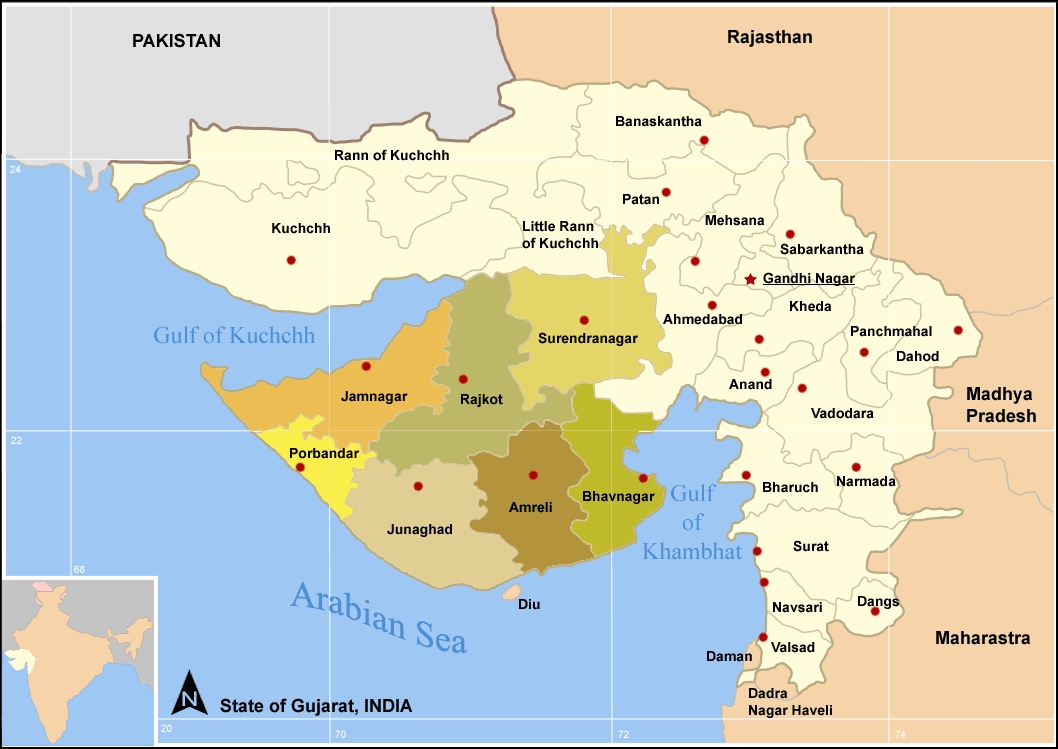
11の行政区域からなる

カーティヤーワール半島（カーティヤーワールはんとう、グジャラーティー語：કાઠીયાવાડ, ヒンディー語：काठियावाड़, 英語：Kathiawar Peninsula）は、インド北西のグジャラート州にある半島。
この半島の地域を指してサウラーシュトラ（Saurashtra）ともいい、カッチ湿原の南方、カッチ湾とカンバート湾に挟まれて、アラビア海に突き出ている。
その周辺部は、古くから交通の要衝であってインダス文明期から遺跡があり、この半島の南の付け根（カンバート湾）へ向かって流れるナルマダー川流域は、北インドの王朝と西部デカンの王朝の係争地になった。
カッチ湾に面する大都市はジャームナガル。

## 語源
「カーティヤーワール」は、8世紀にこの地域に移り住み、現在グジャラートと呼ばれている半島南西部の地域を支配したクシャトリア階級のKathi人の土地という意味がある。